# Luzerner Voralpen
Die Luzerner Voralpen sind der Teil der Voralpen im Kanton Luzern mit kleinen Anteilen der Kantone Obwalden und Nidwalden.
Sie werden in einem Alpinführer des Schweizer Alpen-Clubs zusammen mit den Schwyzer Voralpen und den Unterwaldner Voralpen behandelt, teilweise auch alleine geführt. Nach SOIUSA sind sie die Obergruppe 14.III.A. Sie befinden sich im Unterabschnitt 14.III. Luzerner und Unterwaldner Voralpen.
Das Pilatusmassiv gilt zwar als Luzerner Hausberg, es liegt jedoch nicht völlig im Kanton Luzern, sondern auf der Grenze zwischen den Kantonen Luzern, Ob- und Nidwalden. Sein höchster Gipfel, das Tomlishorn (2128 m ü. M.), liegt auf der Grenze zwischen den Kantonen Ob- und Nidwalden, der zweithöchste Gipfel Esel (2118 m ü. M.) im Kanton Obwalden. Lediglich das Widderfeld (2075 m ü. M.), ein dritter Gipfel des Pilatusmassivs, grenzt an den Kanton Luzern.

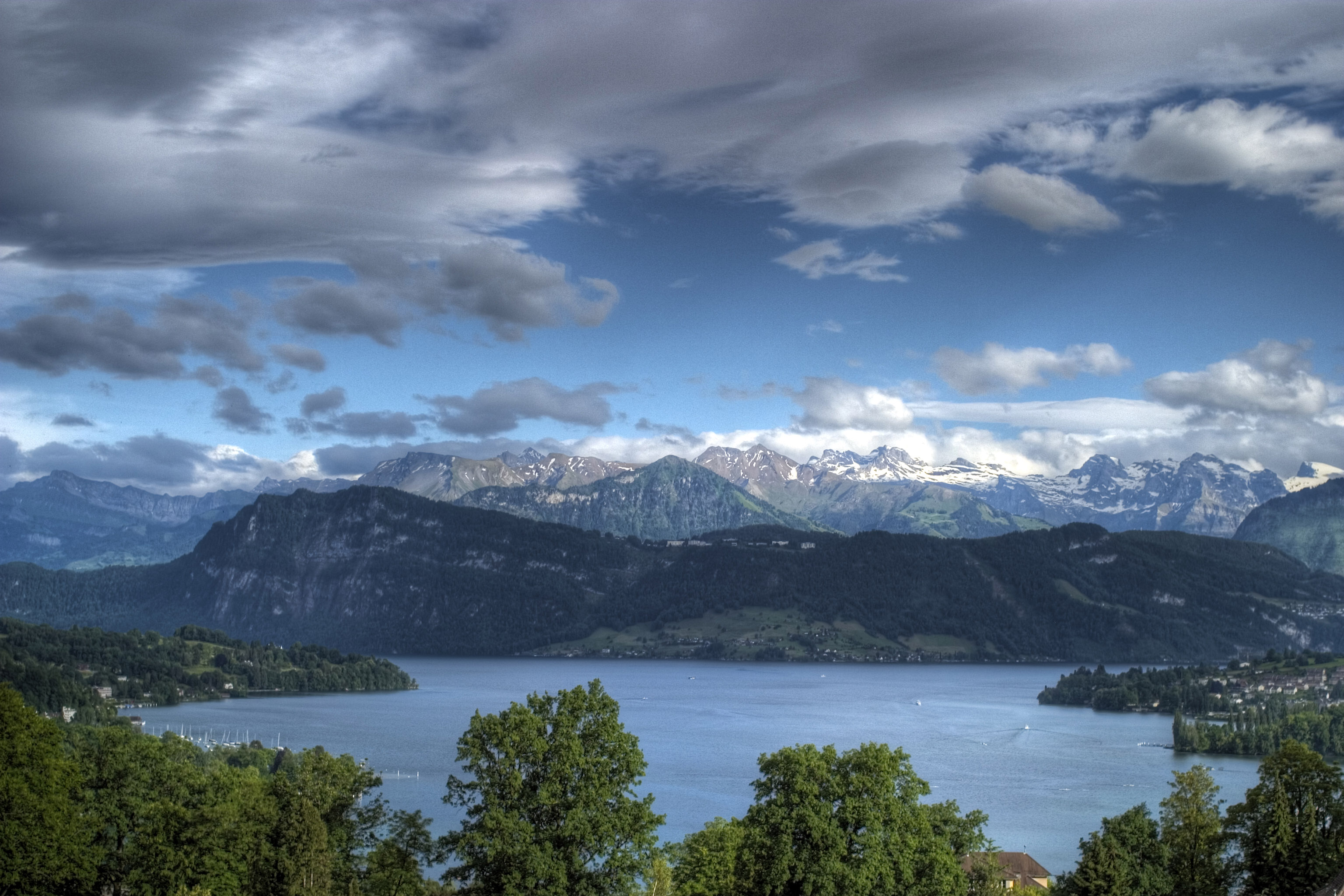
Luzerner Voralpen vom Konservatorium Luzern aus.

## Abgrenzung
Sie grenzen laut SOIUSA:
- Im Westen und Norden an das Mittelland getrennt von Schangnau, Entlebuch, Kleine Emme
- im Osten an die Unterwaldner Voralpen getrennt von Sarner Aa und Sarnersee
- im Süden an die Berner Voralpen begrenzt von Emmental bzw. Emme, Südelgraben, Mariental, Chringe und Altibach